# أولاد الكرن (أولاد اعكيل التانية)
أولاد الكرن هو دُوَّار يقع بجماعة بوروس، إقليم الرحامنة، جهة مراكش آسفي في المملكة المغربية. ينتمي الدوّار لمشيخة أولاد اعكيل التانية التي تضم 10 دواوير. يقدر عدد سكانه بـ 212 نسمة حسب الإحصاء الرسمي للسكان والسكنى لسنة 2004.

## روابط خارجية
- البوابة الوطنية للجماعات الترابية
- المندوبية السامية للتخطيط